# Technomyrmex brevicornis
Technomyrmex brevicornis är en myrart som beskrevs av Santschi 1930. Technomyrmex brevicornis ingår i släktet Technomyrmex och familjen myror. Inga underarter finns listade i Catalogue of Life.